# Richard Foerster (Manager)
Richard Foerster (* 25. Oktober 1869 in Chemnitz; † 8. August 1940 in Baden-Baden) war ein deutscher Diplom-Bergingenieur und Mitglied im Aufsichtsrat der Friedrich Krupp AG.

## Leben und Wirken
Geboren als Sohn des sächsischen Geheimen Bergrats Bernhard Förster (1840–1904) und seiner Ehefrau Dorothea geborene Küttner (1841–1910), studierte Richard Foerster nach der Reifeprüfung am Vitzthum-Gymnasium in Dresden bis 1895 an der Bergakademie in Freiberg in Sachsen. Danach übernahm er die Leitung eines mexikanischen Silberbergwerks.
1897 trat Foerster in den Dienst der Friedrich Krupp AG, indem er Vertreter des Werksdirektors der Zeche Hannover in Bochum wurde. Im Jahr 1900 folgte seine Ernennung zum Vorstand in der Kruppschen Bergverwaltung in Weilburg (Brauneisen- und Roteisensteingruben), die 1971 aufgelöst wurde. Nachdem er Anfang 1915 von Krupp nach Essen berufen wurde, übertrug die Firma ihm als ordentlichem Mitglied des Direktoriums die Gesamtleitung ihrer Kohlen- und Erzgruben. Sein System von Aushilfen sicherte im Ersten Weltkrieg die Versorgung des Konzerns mit Erzen und Brennstoffen, da die diese durch Blockade und wachsende Transportschwierigkeiten gefährdet gewesen war. Seine Haupttätigkeit nach dem verlorenen Krieg bestand darin, durch Strukturwandlung in der Firma die Rohstoffbasis zu erhalten und zu verbreitern. Mit einer Vereinbarung mit der Mine de Rochonvillers sicherte er 1921 die Versorgung mit Minette-Erzen aus Lothringen, denn die Kruppsche Grube in Languimberg bei Lothringen war an Frankreich abgetreten worden. Zudem bereitete er den Erwerb der Steinkohlenzechen Constantin der Große in Bochum und Helene-Amalie in Essen vor und ermöglichte Krupp durch Ankauf der Anteile des Norddeutschen Lloyds den Alleinbesitz der Zeche Emscher-Lippe in Datteln.
Als das Direktorium der Friedrich Krupp AG 1925 aus organisatorischen Gründen in seiner Gesamtheit zurücktrat, wählte man Richard Foerster in den Aufsichtsrat der Firma, dem er bist zu seinem Tode 1940 angehörte.